# Edificio delle Poste Telegrafi e Telefoni
L'edificio postale Roma EUR, già Palazzo delle Poste, Telegrafi e Te.Ti, è un edificio postale di Roma situato in viale Beethoven, nel quartiere Europa (EUR).
Ospita l'ufficio postale Roma EUR (Frazionario 55977).

## Storia
Il progetto dell'Edificio delle Poste dell'EUR 42, previsto nel Piano regolatore del 1937 e confermato in quello del 1938, fu affidato allo studio milanese BBPR (Gian Luigi Banfi, Lodovico Barbiano di Belgiojoso, Enrico Peressutti ed Ernesto Nathan Rogers). La prima stesura del progetto prevedeva tre corpi paralleli collegati tra loro, ipotesi variata poi in 2 corpi per intervento dell'Ente sui progettisti. Dopo l'estromissione di Nathan Rogers, in quanto ebreo, per effetto delle leggi razziali fasciste, e per l'assenza di Banfi e Belgiojoso per ragioni belliche, rimase il solo Peressutti a occuparsi della costruzione dell'edificio.
Il 27 luglio 1938 fu ufficialmente ratificata la costruzione dell'edificio con una spesa di L. 7.000.000. I lavori iniziano nel giugno del 1939 per terminare il 24 agosto 1942, con inaugurazione nel settembre dello stesso anno, anche se, per alcuni particolari interni, si continuerà a lavorare sino al 10 giugno 1943.
Dal 1943 al 1947 l'edificio fu occupato a vario titolo prima dalle truppe tedesche e poi da quelle americane, che lo usarono come centro postale e telefonico della zona sud di Roma.
Nel dopoguerra e negli anni '50 l'edificio fu sottoposto a diversi interventi di modifica.

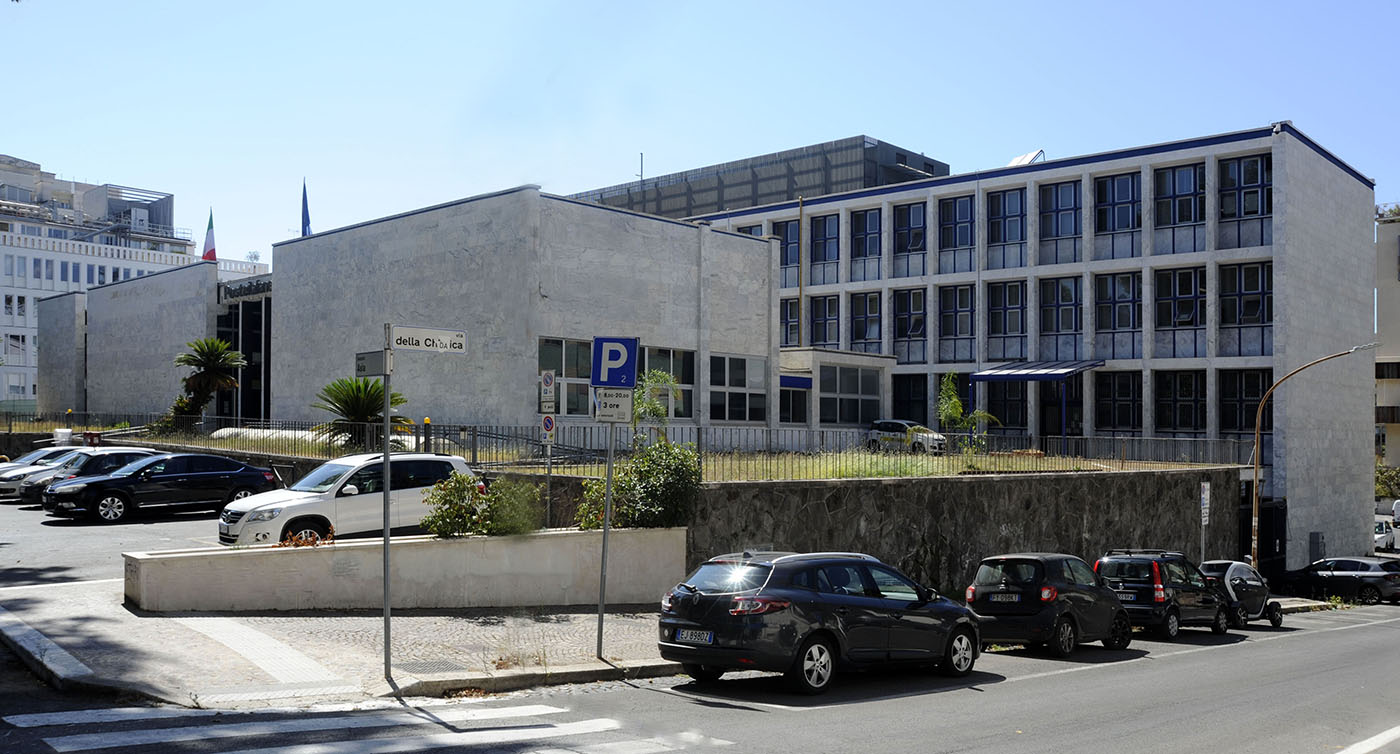
Il Palazzo delle poste EUR

Ingresso all'Ufficio Postale

Nel 1953, in occasione della Mostra internazionale dell'Agricoltura, l'edificio fu definitivamente riaperto.